# Spirembolus redondo
Spirembolus redondo är en spindelart som först beskrevs av Chamberlin och Ivie 1945.  Spirembolus redondo ingår i släktet Spirembolus och familjen täckvävarspindlar. Inga underarter finns listade i Catalogue of Life.